# Баде (народ)
Баде (также беде, боде) — народ, населяющий северо-восточные районы Нигерии — в среднем течении реки Гонгола в окрестностях города Нафада и к юго-востоку от города Нгуру. Численность баде составляет около 650 тысяч человек (1999). Родственные народы: болева, карекаре, тангале и нгизим. Говорят на языке баде (гидгид), относящемся к чадской языковой семье. В языке баде выделяют три диалекта: западный, южный и гашуа (мазгарва). Кроме того, многие владеют языком хауса, основным языком региона, одним из крупнейших языков Нигерии. В основном представители народа баде — мусульмане-сунниты, сохраняются также традиционные верования: культ предков и сил природы.
Согласно легендам, народы баде и нгизим переселились из Канема в область среднего течения реки Гонгола в XIV веке.
Живут в компактных деревнях, в глинобитных домах, покрытых плоской крышей.
Главная сфера деятельности баде — сельское хозяйство, земледелие и скотоводство. Возделывают сорго, просо, кукурузу, маниок, ямс, батат, хлопок, арахис и другие культуры. Разводят крупный рогатый скот. Занимаются рыболовством. Также распространены ремёсла: ткацкое, кожевенное и кузнечное.
Питаются в основном растительной (каши, клубнеплоды, похлёбки), также молочной, реже — мясной пищей.
На данный момент трудно встретить среди народа баде человека, одетого в традиционную одежду. Традиционный костюм вытеснен хаусанской одеждой и европейским костюмом.
Народ баде создал в доколониальный период эмират Бедде. На данный момент происходит ассимиляция баде народом хауса. В основу социальной организации общества положены большие семьи и патрилинейные роды. Брак — вирилокальный.